# بریج واتر، نوا اسکوشیا
بریج واتر (نووا اسکوتیا) (به انگلیسی: Bridgewater, Nova Scotia) یک شهرک در کانادا است که در لوننبورگ کانتی واقع شده‌است.

## خصوصیات
بریج واتر ۱۳٫۶۱ کیلومترمربع مساحت و ۸٬۲۴۱ نفر جمعیت دارد و ۲۲٫۱۱ متر بالاتر از سطح دریا واقع شده‌است.